# Software Wydawnictwo
Software Press Sp. z o.o. (dawniej Software-Wydawnictwo Sp. z o.o.) – wydawnictwo, którego domeną są czasopisma komputerowe. Zajmuje się również organizowaniem konferencji o tematyce IT.

## Obecnie publikowane pozycje
- Linux+
- PHP Solutions
- Hakin9
- Software Developer's Journal
- .psd
- Business Inteligence Magazine
- 3DFX
- Business Applications Review
- Boston IT Security Review
- Komunikacja wizualna
- Medicina Futura
- Host4Business (Net4Business)

Przy czym pięć ostatnich tytułów jest dostępnych bezpłatne. Pierwsze czasopismo (Software20, wydawane obecnie pod tytułem Software Developer's Journal) zostało wydane w roku 1995. Często, aczkolwiek dosyć nieregularnie publikowane są również wydania specjalne (Extra!) poszczególnych tytułów.